# 菊花木合位節蜱
菊花木合位節蜱（学名：Cosella championi）为節蜱科合位節蜱屬下的一个种。